# Lợn Mường Lay
Lợn Mường Lay hay còn gọi là lợn đen Mường Lay hay lợn đen 14 vú là một giống lợn nội địa của Việt Nam có nguồn gốc xuất xứ từ huyện Mường Lay thuộc tỉnh Điện Biên (trước kia là thị xã của tỉnh Lai Châu, nay là thị xã Mường Lay của Tỉnh Điện biên). Từ lâu tại huyện Mường Lay có rất nhiều lợn đen Mường Lay, giống lợn này được đồng bào dân tộc và người dân địa phương thường gọi là Lợn 14 vú, đến nay số lượng lợn này là không còn nhiều. Lợn đen 14 vú Mường Lay đã được tỉnh Điện Biên đưa vào danh sách bảo tồn và phát triển nguồn gen từ năm 2008.

## Đặc điểm
Đây là giống lợn đen phàm ăn, quen chịu đựng sương gió, thời tiết khắc nghiệt, ít bệnh, phát triển mạnh. Nuôi lợn đen Mường Lay ít tốn thức ăn nhưng chúng vẫn lớn đều, thịt săn chắc, thơm và ngọt, được coi là thực phẩm sạch nên được nhiều người ưa chuộng.

### Ngoại hình
Chúng có ngoại hình đặc trưng là màu lông đen tuyền, lưng thẳng, có 14 vú, đầu núm vú cách mặt đất 10– 15 cm Có 4-6 đốm trắng ở đầu chân, trán, đuôi, 14 vú, lưng thẳng, đầu núm vú cách mặt đất 10– 15 cm 14 vú, lưng hơi võng, bụng hơi sệ, đầu núm vú không sát mặt đất. Hầu hết các giống lợn nội chỉ có 8-10 vú nên khả năng sinh và nuôi con hạn chế trong khi giống lợn đen Mường Lay có 14 vú trở lên nên rất đông con, mỗi lứa đẻ trung bình 12-15 con, thậm chí tới 20 con/lứa.
Lợn Mường Lay đen truyền có đốm trắng 4 cẳng chân, lưng phẳng lưng và hơi võng. Đặc điểm ngoại hình đặc trưng của lợn Mường Lay-Điên Biên có 3 nhóm: 
- Nhóm thứ nhất: Đen tuyền, lưng thẳng, có 14 vú, đầu núm vú cách mặt đất 10–15 cm, chiếm tỷ lệ cao nhất: 84,6 %
- Nhóm thứ hai: Có 4-6 đốm trắng ở đầu chân, trán, đuôi, 14 vú, lưng thẳng, đầu núm vú cách mặt đất 10–15 cm, chiếm tỷ lệ: 10,1 %.
- Nhóm thứ ba: Có 14 vú, nhưng lưng hơi võng, bụng hơi sệ nhưng đầu núm vú không chạm sát mặt đất, chiếm tỷ lệ: 5,3%.

### Sinh trưởng
Khả năng sinh trưởng của lợn Mường Lay tương đối tốt. Tuổi đẻ lứa đầu của lợn 14 vú Mường Lay trung bình là 416,70 - 5,19 ngày (tương đương lợn 14 tháng tuổi). Như vậy, tuổi đẻ lứa đầu lợn 14 vú Mường Lay muộn hơn nhiều so với các giống lợn nội khác, chỉ tiêu này phụ thuộc nhiều vào giống lợn và chế độ nuôi dưỡng chăm sóc đối với lợn nái sinh sản.
Số con đẻ ra trên ổ của lợn 14 vú Mường Lay trung bình là 10,06 - 0,24 con, thấp hơn số con đẻ ra trung bình của giống và các giống lợn khác. Số con sơ sinh sống trên ổ cũng thấp (trung bình là 8,73 - 0,25 con). Tỷ lệ sơ sinh sống trên ổ là 80,75 - 2,11%, tỷ lệ này tương đối thấp do khâu chăm sóc, nuôi dưỡng chưa đảm bảo kỹ thuật kết hợp với chuồng trại tạm bợ, kém vệ sinh cũng là yếu tố ảnh hưởng khá lớn đến tỷ lệ sống của lợn con sơ sinh. 

## Bảo tồn
Năm 2008, chương trình phát hiện nhanh nguồn gen vật nuôi còn tiềm ẩn ở khu vực lòng hồ thủy điện sông đà, bộ môn Động vật Qúy hiếm và Đa dạng Sinh học- Viện Chăn Nuôi đã điều tra phát hiện Lợn Mường lay (Lợn 14 vú Mường Lay). Một điều tra chỉ phát hiện 6 cá thể lợn nái 14 vú và 1 cá thể 15 vú, có 2 cá thể nuôi tại một hộ gia đình của phường sông đà một con đã nuôi 11 năm là mẹ của con 6 năm tuổi. 2 cá thể này có khả năng sinh sản tốt mỗi lứa trung bình đẻ 12- 14 con, có lứa đẻ 20 con. Sau khi phát hiện, lợn Mường Lay đã được đưa vào danh sách các nguồn gen cần được bảo tồn của nhiệm vụ Bảo tồn và khai thác nguồn gen vật nuôi Vịêt Nam.
Sau đó, Lợn đen Mường lay được Sở Nông nghiệp và Phát triển Nông thôn Điện Biên quan tâm phát triển. Phòng Nông nghiệp và Phát triển Nông thôn huyện Mường Lay chủ trì thực hiện việc bảo tồn giống lợn. Từ 6 cá thể được phát hiện ban đầu (tháng 1/2008), số lượng lợn đã được nâng lên 20 con (tháng 10 năm 2008) Tuy số lượng lợn được nâng lên nhưng chất lượng đàn lợn chưa được cải thiện do kinh phí bảo tồn rất ít và do tập quán chăn nuôi thả rông, nuôi chung lợn đực, lợn cái nên lợn bị đồng huyết cao. Đặc biệt là chưa có đàn lợn nái, lợn đực giống hạt nhân theo đúng tiêu chuẩn.
Năm 2008, sau khi phát hiện đã được đưa vào danh sách các nguồn gen cần được bảo tồn của nhiệm vụ bảo tồn và khai thác nguồn gen vật nuôi Vịêt Nam. Huyện Mường Lay phối hợp thực hiện việc bảo tồn giống lợn này. Số lượng lợn Mường Lay đã được nâng lên 15-20 nái (từ tháng 1 năm 2008 đến 10 năm 2008). Sự phân bố đàn lợn Mường Lay tại huyện Mường Lay giai đoạn từ 2006 đến 2008 gồm Xã Lay Nưa 65 con; Phường Sông Đà 43 con; Bản Hooc Luông 1 có 11 con Bản Hooc Luông 2 có 11 con, Bản Khe Dốc 14 có sáu con, Bản Hang Tôm 12 con. Tổng cộng 156 con lợn đen Mường Lay. Hiện trạng tổng đàn lợn của xã Lay Nưa có 1.815 con, trong đó: Lợn nái Mường Lay: 80 con, chiếm tỷ lệ:4,41%. Lợn đực Mường Lay: 56 con, chiếm tỷ lệ:3,09%.
Đặc biệt chưa có đàn lợn Mường Lay hạt nhân để làm nguồn nguyên liệu cho phát triển giống lợn này. Cơ cấu đàn lợn Mường Lay tại xã Lay Nưa huyện Mường Lay giai đoạn từ 2006 đến 2008 trong đó Lợn nái Mường Lay 80 con, Lợn đực Mường Lay 56. Lợn Mường Lay nuôi thịt 57. Lợn thịt lai F1 (lợn Mường Lay x lợn ngoại) 80 con Lợn thịt nội (lợn Mường Lay x Móng Cái) 1402 con. Tỷ lệ (cả lợn đực và lợn nái) ở dưới mức 5% đối với lợn Mường Lay là rất thấp. Sở dĩ có tỷ lệ thấp như vậy là do người dân chưa biết, chưa thấy hết được vai trò và giá trị kinh tế của giống lợn này. 

## Phát triển
Kết quả sau gần 3 năm đã chọn tạo được đàn lợn Mường Lay hạt nhân thế hệ 1 đảm bảo ổn định về năng xuất và chất lượng so với thế hệ trước. Đến tháng 10/2011, từ đàn nái hạt nhân ban đầu (thế hệ I), đã sản xuất được 315 cái hậu bị thế hệ II để tạo đàn lợn nái sinh sản cung cấp con giống cho sản xuất tại đia phương và khu vực lân cận. Đồng thời tiếp tục chọn tạo những cá thể tốt ở thế hệ thứ II để bổ sung cho đàn hạt nhân thế hệ I. Đàn lợn nái Mường Lay sinh sản đã sản xuất tốt và đảm bảo ổn định về chất lượng giống như đời trước nó về số con sơ sinh/ổ, khối lượng sơ sinh/con và các đặc điểm ngoại hình đặc trưng của giống thuần. Kết quả đã góp phần phát triển chăn nuôi lợn Mường Lay thành công trên địa bàn huyện Mường Lay - tỉnh Điện Biên.
Kết quả được thể hiện nghiên cứu tuyển chọn xây dựng đàn lợn Mường Lay huyện Mường Lay tỉnh Điện Biên Trước khi đề tài triển khai, không có đàn lợn Mường Lay hạt nhân để làm cơ sở nền tảng khai thác phát triển giống lợn này một cách hiệu quả. Sau khi đề tài triển khai đã tuyển chọn được đàn lợn Mường Lay hạt nhân đảm bảo chất lượng. Đàn lợn Mường Lay hạt nhân ổn định về khả năng sản xuất và mang các đặc điểm ngoại hình đặc trưng của giống thuần. Trước đề tài có đàn lợn Mường Lay sinh sản 80 con, sau đề tài đàn lợn Mường Lay sinh sản đã tăng lên 138 con, vượt 57,97%.
Đàn lợn Mường Lay thương phẩm trước năm 2009 có 57 con, sau đề tài có 178 con, vượt 30,02 %. Sau 3 năm đề tài thực hiện đã xây dựng được đàn lợn Mường Lay hạt nhân nói riêng và phát triển đàn lợn Mường Lay nói chung tăng 37,84 %/năm Toàn bộ đàn lợn Mường Lay trong phạm vi đề tài và đàn lợn khu vực xung quanh đã được tiêm phòng tốt, được áp dụng kỹ thuật của đề tài vì vậy đã đảm bảo an toàn dịch bệnh và có khả năng phát triển ổn định.